# Ève Christian
Pour les articles homonymes, voir Christian.
Ne doit pas être confondu avec Eva Christian.
Ève Christian est une météorologue québécoise (Canada) et présentatrice météo à la radio de Radio-Canada depuis 1988. Elle est aussi auteure de livres de météo pour les enfants, donne des présentations et publie des chroniques sur le sujet. 

## Biographie
Ève Christian a obtenu un baccalauréat en physique de l'Université de Montréal et un certificat en météorologie de l'Université McGill,. Par la suite, elle a complété son cours de formation de 9 mois en météorologie opérationnelle au Service météorologique du Canada d'Environnement et Changement climatique Canada en 1986. Elle a d'abord travaillé comme prévisionniste au Centre météorologique canadien mais elle était attirée par la vulgarisation scientifique. Alcide Ouellet, météorologue de l'émission radiophonique « CBF Bonjour » et son mentor, l’invite à faire une présentation à froid un jour puis à l'assister occasionnellement. Ève fut finalement engagée pour présenter la météo à la radio de Radio-Canada en 1988 et remplaça Alcide Ouellet quand ce dernier est devenu gravement malade.
Elle est depuis collaboratrice régulière aux émissions comme « Samedi et rien d’autre » et « Le 15-18 ». En plus, elle donne des chroniques lors d'émissions scientifiques comme « Les années lumière ». Ève Christian est aussi recherchiste scientifique et consultante pour des émissions de vulgarisation scientifique, conférencière, réviseure scientifique de livres jeunesse pour plusieurs médias du Québec.
En 2018, elle publia son premier livre « Les nuages », qui fut suivi en 2020 par « Les précipitations », tous deux destinés aux enfants.